# Alessia Marcuzzi
Alessia Marcuzzi (Roma, 11 de novembro de 1972) é uma apresentadora de televisão, atriz e modelo italiana.

## Biografia
Marcuzzi em 1991 no canal Tele Monte Carlo começou sua carreira de televisão.
Em 1994, ao lado de Gigi Sabani, que fez uma breve aparição na RAI. A partir de novembro 1995 foi trabalhar na Mediaset, empresa em que se encontra estabelecida definitivamente.

### Privacidade
Alessia Marcuzzi tem dois filhos: Thomas (29 de Abril 2001) e Mia (4 de Setembro de 2011). O primeiro nasceu do relacionamento com o jogador de futebol Simone Inzaghi, o relacionamento acabou  em fevereiro de 2004. Mia nasceu da relação com Francesco Facchinetti; este segundo relacionamento foi concluído em outubro de 2012.
Atualmente Alessia foi casada o 1° de dezembro de 2014 com o produtor de televisão Paolo Calabresi Marconi em Inglaterra, Cotswolds, não muito longe de Londra.

## Carreira deTelevisão

### Programas de TV
- 1991 - Attenti al dettaglio (Telemontecarlo)
- 1991 / 1992 - Qui si gioca (Telemontecarlo)
- 1992 - Amici mostri (Telemontecarlo)
- 1992 / 1993 - Novantatré (Telemontecarlo)
- 1994 - Il grande gioco dell'oca (Rai 2)
- 1995 / 1997 - Colpo di fulmine (Italia 1)
- 1996 - 2002 Festivalbar (Italia 1)
- 1997 - 8 millimetri - Prime Time (Italia 1)
- 1997 - 1998 - Fuego! (Italia 1)
- 1998 - 2000 - Mai dire Gol (Italia 1)
- 2000 - DopoFestival - Sanremo Notte (Rai 1)
- 2000 - Macchemù (Italia 1)
- 2000 / 2005 - Le iene (Italia 1)
- 2002 / 2003 - Gran premio internazionale della TV (Canale 5)
- 2003 - Il galà della pubblicità (Canale 5)
- 2003 - La fabbrica del sorriso (Canale 5)
- 2005 - Scherzi a parte (Canale 5)
- 2006 até ao 2014 Grande Fratello (Canale 5)
- 2013 / 2014 - Extreme Makeover: Home Edition Italia (Canale 5)
- 2013 / 2014 - Summer Festival (Canale 5)
- 2013 - Fashion Style (La 5)
- 2014 - Zelig (Canale 5)
- 2015 - L'isola dei famosi (Canale 5)

### Prêmios e homenagens
- 2000 - Premio Regia Televisiva como "personalidade da TV feminina do ano"
- 2001 - Telegatto em Festivalbar 2000
- 2002 - Prêmio Flaiano para a realização de televisão
- 2003 - Premio Regia Televisiva para o programa Le Iene